# Раутиан, Татьяна Глебовна
Татьяна Глебовна Раутиан (7 апреля 1926, Ленинград) — советский и американский сейсмолог, мемуаристка, чемпион СССР по академической гребле 1949 года.
Создательница «шкалы Раутиан» — пионерской методики для определения энергетического класса землетрясений. В 2010 году ей присуждена медаль Рида Американского сейсмологического общества за выдающийся вклад в сейсмологию.

## Биография
Родилась 1926 году в Ленинграде в семье учёных-физиков Л. И. Дёмкиной и Г. Н. Раутиана. Во время войны была в эвакуации в Кировской и Пермской областях. В 1942—1944 годах одновременно с учёбой в школе работала на военном заводе в посёлке Завод Сарс Пермской области. Окончила Сарсинскую среднюю школу в 1944 году. В 1944—1945 годах работала на ЛенЗОСе (Ленинградском заводе оптического стекла).
В 1945 году поступила на физический факультет Ленинградского университета. Во время учёбы занималась академической греблей, выступала за гребной клуб «Красное знамя». В 1949 году в составе четвёрки (Ольга Шопот, Евгения Скиндер, Тамара Богданова, Татьяна Раутиан) завоевала золотую медаль на чемпионате СССР по академической гребле. Мастер спорта СССР.
В 1951—1992 годах вместе со своим мужем сейсмологом Виталием Ивановичем Халтуриным (1927—2007) работала в сейсмологической экспедиции Института физики Земли Академии наук СССР в Гарме (Таджикистан) и Талгаре (Казахстан). В 1962 году защитила диссертацию на соискание учёной степени кандидата физико-математических наук по теме «Затухание сейсмических волн и энергия землетрясений».
После распада СССР экспедиция в Гарме прекратила своё существование, и с 1993 года Татьяна Раутиан жила и работала в Америке, в обсерватории Ламонт-Доэрти Колумбийского университета (штат Нью-Йорк). В 2010 году награждена медалью Рида, которую Американское сейсмологическое  общество (SSA) начиная с 1975 года присуждает за выдающийся вклад в развитие сейсмологии. Татьяна Раутиан стала первым учёным из России и второй женщиной, удостоенной этой престижной награды. В её списке работ — более 130 научных публикаций на русском и английском языках.
В 1999—2004 годах вместе с мужем издавала домашний альманах «Семейная мозаика», в котором публиковались воспоминания, путевые заметки и документы семейной истории. Представляла этот альманах и выступала с докладом на Вторых Лотмановских днях в Таллине в 2010 году. В настоящее время живёт в Москве, является автором и редактором сайта «Семейная мозаика», собирает материал по истории семьи. В 2020 году вышли в свет две первые книги её воспоминаний — «Рассказы бабушки Тани».

## Научная деятельность
В начальные годы основной сферой научных интересов Татьяны Раутиан было создание методик для описания очагов землетрясений, координат, энергии, поля напряжений и влияния условий в сейсмоактивных зонах и в очагах отдельных землетрясений. Раутиан разработала:
- графический метод эпицентрии (учитывающий разную скорость волн в разных участках изучаемого региона);
- мультифакторную модель вариаций магнитуды, которая позволяла оценивать реальную точность определения магнитуды;
- шкалу макросейсмических магнитуд;
- новаторский метод определения спектра очага землетрясения по спектру коды;
- энергетическую шкалу (классы K) для определения энергии землетрясений при региональных расстояниях.

Разработанный Татьяной Раутиан в конце 1950-х подход к проблеме определения энергии землетрясений имеет широкое прикладное и большее теоретическое значение. В отличие от магнитуды, использование физической единицы К (логарифм энергии в эргах) даёт возможность оценки параметров тектонических процессов. Значения K определяются сейсмическими службами почти для всех землетрясений в границах бывшего СССР.
Позже интерес Татьяны Раутиан обратился к физике процесса в очаге землетрясения и к совокупности очагов — сейсмоактивным зонам. Её исследования показали, что около половины очагов землетрясений — двойные. Они начинаются разрушением малого, но жёсткого барьера и продолжаются подвижкой по готовому разлому. Татьяной Раутиан были созданы методы расчёта энергии, сейсмического момента и напряжения на каждой части такого двойного очага. Эти параметры вычислены для двух тысяч землетрясений с магнитудами от 2.5 до 7.0. Скорость тектонических деформаций определяется этими напряжениями, которые, по её данным, варьируют от 1000 до долей бара.
Был создан метод моделирования сильных движений почвы при крупных землетрясениях — описание формы и уровня типичных для данного района колебаний, основанное на статистике сведений, полученных из наблюдений. Предполагалось, что эти исследования могут быть использованы в практике проектирования зданий, плотин и других сооружений. Однако советская система проектирования оказалась к этому не готова.
Работая в Америке, Татьяна Раутиан продолжила исследования, посвящённые сейсмической коде и проблемам различения ядерных взрывов от землетрясений.

## Труды
Коллективные монографии
- Антонова Л. В., Аптикаев Ф. Ф., Курочкина Р. И., Нерсесов И. Л., Раутиан Т. Г., Халтурин В. И. Основные экспериментальные закономерности динамики сейсмических волн / ИФЗ АН СССР. — М.: Наука. 1968. — 173 с.
- Раутиан Т. Г., Халтурин В. И., Закиров М. С., Земцова А. Г., Проскурин А.П, Пустовитенко А. Н., Пустовитенко Б. Г., Синельникова Л. Г., Филина А.Г, Шенгелия И. С. Экспериментальные исследования сейсмической коды. — М.: Наука, 1981. — 142 с.
- Автоматизированная обработка данных на Гармском полигоне / ИФЗ АН СССР. Комплексная сейсмол. экспедиция. — М. — Гарм: Наука,1991. — 215 с[8].

Избранные научные публикации
- Нерсесов И. Л., Раутиан Т. Г. Глава 3. Строение земной коры и методика обработки сейсмических наблюдений // Методы детального изучения сейсмичности. — М.: Акад. наук СССР, 1960. — С. 30-74. — (Труды ИФЗ АН СССР; № 9 (176)).
- Раутиан Т. Г. Глава 4. Энергия землетрясений. — Там же. — С.75-114.
- Писаренко В. Ф., Раутиан Т. Г. Статистическая классификация по нескольким признакам // Машинная интерпретация сейсмических волн — М.: Наука, 1966. — С.150-182. — (Вычислительная сейсмология / ИФЗ АН СССР; Вып. 2).
- Раутиан Т. Г. Метод построения синтетических сейсмограмм сильных землетрясений с учётом местных особенностей // Вопросы количественной оценки сейсмической опасности. — М.: Наука, 1975. — С.105-110.
- Раутиан Т. Г., Халтурин В. И. Спектральные свойства коды местных землетрясений как инструмент изучения очагового излучения // Доклады Академии Наук СССР. — 1976. — Т. 226. — (№ 3). — С. 566—569.
- Раутиан Т. Г. Роль очага и среды в формировании сейсмических колебаний. Исследования по физике землетрясений / ИФЗ АН СССР. — М.: Наука, 1976. — С.27-55.
- Khalturin V.I., Rautian T.G. The use of the coda for determination of the earthquake source spectrum // Bulletin of the Seismological Society of America. — 1978. — Vol. 68 (№ 4). — P.923-948.
- Khalturin V.I., Martynov V.G., Molnar P., Rautian T.G. Preliminary Analysis of the Spectral Content of P and S-Waves from Local Earthquakes in the Garm, Tadjikistan Region // Bulletin of the Seismological Society of America. — 1978. — Vol. 68 (№ 4). — P.949-971.
- Раутиан Т. Г. Спектры ускорений очагового излучения и их определение по сейсмической коде // Эффект сильных землетрясений. — М.: Наука, 1982. — С. 4-19. — (Труды ИФЗ АН СССР. Вопросы инженерной сейсмологии; Вып.22).
- Раутиан Т. Г. Сейсмоактивная среда и очаги землетрясений // Модельные и натурные исследования очагов землетрясений / ИФЗ АН СССР. — М.: Наука, 1991. — С.35-48.
- Khalturin V.I., Rautian T.G., Richards P.G. Evaluation of Chemical Explosions and Methods of Discrimination for Practical Seismic Monitoring of a CTBT. Lamont-Doherty Earth Observatory of Columbia University, 1997. — 52 p.
- Khalturin V.I., Rautian T.G, Richards P.G. The seismic signal strength of chemical explosions // Bulletin of the Seismological Society of America. — 1998. — Vol.88 (№ 6). — P.1511-1524.
- Раутиан Т. Г. Схематическая модель сейсмоактивной среды: результат анализа очаговых спектров землетрясений // Труды Международной научной конференции «Современные аспекты развития сейсмостойкого строительства и сейсмологии», 27-29 сентября 2005 г., Душанбе, Таджикистан. — С. 23-37.
- Rautian T.G., Khalturin V.I., Fujita K., Mackey K.G., Nichols M.L. Origins and methodology of the Russian energy K-class system // Seismological Research Letters. — 2007. — Volume 78. — № 6 (November/ December). — P. 579—590.
- Раутиан Т. Г. Комментированный перечень работ Виталия Ивановича Халтурина за 1960—2007 гг. // Сайт Bourabai Reseach: частное Боровское исследовательское учреждение по внедрению новых технологий. — [2008].
- Rautian T.G. Harry Fielding Reid Medal Response // Seismological Research Letters. — 2011. — Volume 82. — № 5 (September/October). — P. 701—702.

Воспоминания
- Татьяна Раутиан. Рассказы бабушки Тани. Книга первая. — Издательские решения, 2020.
- Татьяна Раутиан. Рассказы бабушки Тани. Книга вторая. — Издательские решения, 2020.